# Sostituzione nucleofila
In chimica si intende per sostituzione nucleofila una reazione di sostituzione in cui un nucleofilo sostituisce in una molecola un altro nucleofilo (che prende il nome di gruppo uscente).
La reazione può essere schematizzata come segue:
{\displaystyle Nuc1:^{-}+R-Nuc2\rightarrow R-Nuc1+Nuc2:^{-}}
in cui:
- Nuc1 e Nuc2 sono i gruppi nucleofili
- R indica un gruppo alchilico o un gruppo arilico
- Nuc2:- è il gruppo uscente
- i due punti ":" indicano un doppietto elettronico solitario (o lone pair)
- R-Nuc2 viene detto substrato.

Si ha in pratica la sostituzione, nella molecola R-Nuc2, del gruppo -Nuc2 col gruppo -Nuc1. Nel caso in cui Nuc1 sia il solvente in cui la reazione viene svolta si parla di solvolisi.

## Tipologie di sostituzioni nucleofile
A seconda dell'ordine cinetico della reazione, le reazioni di sostituzione nucleofila si distinguono in:
- SN1 (Molecolarità della reazione pari a 1)
- SN2 (Molecolarità della reazione pari a 2).

Le velocità di reazione {\displaystyle v_{S_{N}1}} e {\displaystyle v_{S_{N}2}}, corrispondenti rispettivamente alla SN1 e alla SN2, sono (riferendoci alla reazione generica anzidetta):
{\displaystyle v_{S_{N}1}=k[R-Nuc2]}
{\displaystyle v_{S_{N}2}=k[Nuc1:][R-Nuc2]}
dove {\displaystyle [Nuc1:]} indica la concentrazione di nucleofilo reagente e {\displaystyle [R-Nuc2]} indica la concentrazione del substrato.

### SN1

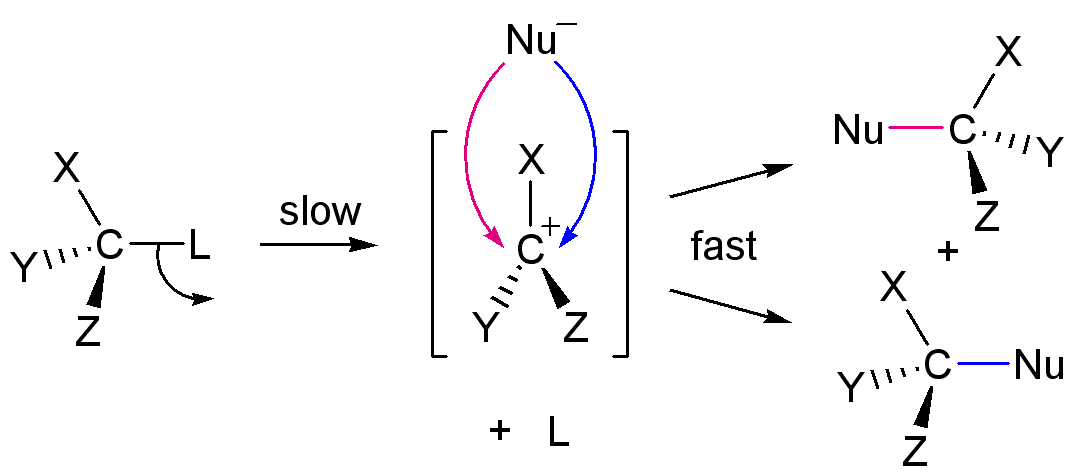
Meccanismo S_{N}1

Il meccanismo di questa reazione prevede una fase iniziale lenta nella quale il gruppo uscente acquisti due elettroni dal legame con l'atomo di carbonio e lasci la molecola sotto forma di ione negativo o di specie neutra. Risulta così formato un carbocatione, che per la riuscita della reazione deve essere stabilizzato dai gruppi circostanti. Per il nucleofilo è a questo punto facile l'attacco sull'atomo di carbonio; per questo motivo la sua concentrazione in soluzione non rientra nella formula per la velocità di reazione.
Questo tipo di reazione di sostituzione avviene facilmente solo su substrati terziari, che stabilizzino la struttura del carbocatione carico, differentemente su secondari avviene solo in condizioni drastiche. Sui primari non avviene.
Da notare che potendo la sostanza nucleofila attaccare il carbocatione da ambedue le direzioni, il prodotto sarà un racemo dei due enantiomeri possibili, come illustrato nella figura.

### SN2

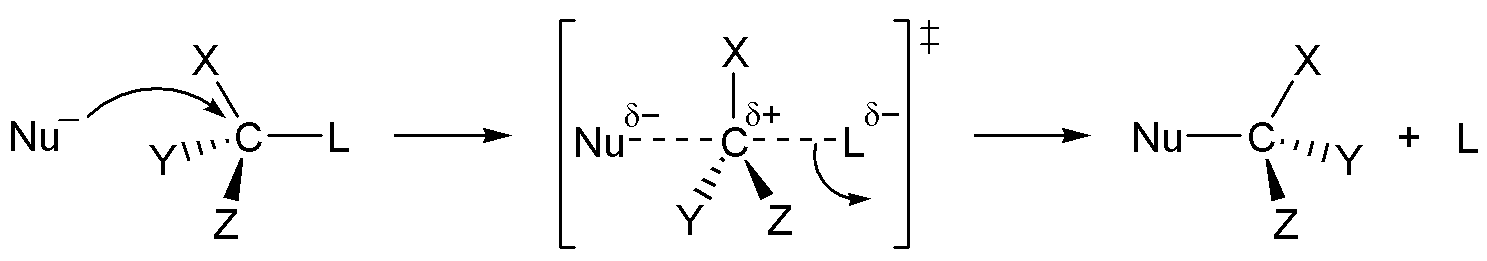
Meccanismo S_{N}2

La reazione SN2, al contrario, prevede l'attacco del nucleofilo simultaneamente alla rottura del legame fra l'atomo di carbonio e il gruppo uscente. Questa reazione segue un meccanismo concertato, passa perciò attraverso uno stato di transizione pentacoordinato a differenza delle reazioni SN1 che passano per un intermedio carbocationico. La cinetica di reazione è del secondo ordine perché quest'ultima dipenderà sia dalla concentrazione del substrato che da quella del nucleofilo, lo stadio lento della reazione è quello che porta allo stato di transizione.
Questo tipo di reazione di sostituzione nucleofila bimolecolare avviene facilmente solo su substrati primari e secondari poco ingombrati, per via della necessità di inserzione di un nucleofilo concertatamente all'uscita di un altro. Su substrati terziari praticamente non avviene.
Da notare come, al contrario del meccanismo SN1, l'SN2 preveda l'inversione della molecola, formando così uno solo dei due enantiomeri.

### Meccanismi borderline
Sebbene sia usanza differenziare le sostituzioni nucleofile nei due modi descritti in precedenza, lo spettro di reazioni con cui la sostituzione avviene è molto più ampio, ed SN1 e SN2 sono solo i suoi estremi: quando il sostrato (R-X) è a contatto con il solvente ed inizia la separazione tra R+ ed X- si forma una coppia ionica intima. Con il passare del tempo, tra i due ioni si insinua il solvente fino a separare del tutto i due ioni. Quando il nucleofilo attacca velocemente la coppia ionica intima, si assiste ad un meccanismo la cui velocità di reazione è a tutti gli effetti quella della SN1, ma il prodotto ottenuto è tipico di una SN2 quindi non racemo. Avviene infatti una racemizzazione parziale: il prodotto a configurazione invertita si forma in misura maggiore, dal momento che il gruppo uscente si trova in posizione tale da bloccare l'avvicinamento del nucleofilo dalla parte frontale del carbocatione. La velocità di formazione della coppia ionica e conseguentemente quella della reazione, sono parametri dipendenti dall'ambiente stesso di reazione e dai due reagenti.

## Sostituzione nucleofila alifatica e aromatica
A seconda del tipo di substrato coinvolto, le reazioni di sostituzione nucleofila si possono dividere in:
- Sostituzione nucleofila alifatica se reagiscono con un substrato alifatico (es. metanolo);
- Sostituzione nucleofila aromatica se reagiscono con un composto aromatico (es. benzene).